# NGC 2397
NGC 2397 ist eine Spiralgalaxie vom Hubble-Typ Sb im Sternbild Fliegender Fisch am Südsternhimmel. Sie ist schätzungsweise 52 Millionen Lichtjahre von der Milchstraße entfernt und hat einen Durchmesser von etwa 40.000 Lichtjahren. Ihr Kern besteht aus älteren gelben und roten Sternen; jüngere Sterne haben sich in den blauen äußeren Spiralarmen gebildet, in denen zudem Staubwolken zu erkennen sind.

Gemeinsam mit NGC 2442, NGC 2434 und PGC 20690 bildet sie die NGC 2442-Gruppe.
Im März 2006 wurde die Typ-IIP-Supernova SN 2006bc in ihrem späten Stadium beobachtet. Astronomen der Queen’s University Belfast, die Supernovae hinsichtlich ihrer Vorgängersterne untersuchen, fanden eine frühere Aufnahme der Galaxie, auf der sich die Supernova noch in der Phase zunehmender Helligkeit und damit in einem sehr jungen Stadium befand.
Das Objekt wurde am 18. Februar 1835 von dem Astronom John Herschel entdeckt.